# Heinrich Boere
Heinrich Boere (Eschweiler, 27 september 1921 – Fröndenberg, 1 december 2013) was een Nederlandse SS'er, nazi-collaborateur en oorlogsmisdadiger. Hij werd bij verstek in Nederland ter dood veroordeeld, maar ontvluchtte. Hij heeft aan journalisten en in 2009 voor de rechter te Aken toegegeven drie moorden op Nederlandse burgers te hebben gepleegd.

## Jeugd
Boere werd geboren in de Duitse stad Eschweiler, tien kilometer ten oosten van Aken, als zoon van een Duitse moeder en een Nederlandse vader. Op tweejarige leeftijd verhuisde hij met zijn ouders naar Maastricht. Hier werkte Boere op jonge leeftijd in een fabriek.

## Tweede Wereldoorlog
In 1940 werd hij door een propagandaposter naar een politieopleiding van drie maanden in München gelokt. Daar besloot hij toe te treden tot de Waffen-SS. Op twintigjarige leeftijd meldde hij zich in 1941 om te gaan vechten aan het oostfront. Een jaar later werd hij echter wegens een nierbekkenontsteking afgekeurd voor verdere dienst bij de SS. Vervolgens meldde hij zich bij de Maastrichtse NSB-burgemeester Louis Peeters met zijn verhaal en het verzoek om een baantje. Peeters verleende hem een aanstelling als gemeentelijke meteropnemer.

### Moordkommando van Feldmeijer
Boere werd als SS'er in juli 1944 opgeroepen voor het moordcommando Feldmeijer, dat als represaille personen vermoordde die als anti-Duits bekendstonden (zie: Aktion Silbertanne). De eerste persoon die Boere samen met Jacobus Petrus Besteman (later veroordeeld) moest doodschieten was apotheker Fritz Bicknese in Breda. Op 3 september 1944 volgde zijn tweede moordopdracht (samen met Hendrik Kromhout) op twee Voorschotenaren: verzetsstrijder Teun de Groot en Frans Kusters. De Groot werd in de deuropening van zijn huis doodgeschoten toen hem naar zijn persoonsbewijs werd gevraagd. Kusters werd doodgeschoten nadat hij was 'meegenomen voor verhoor'. De mannen deden in een laan net alsof er een band lek was en stopten de auto. Kusters vermoedde echter onraad en duwde Boere omver om weg te rennen. De anderen schoten hem echter tijdens zijn vluchtpoging dood.

## Vervolging

### Gevangenschap
Boere werd vlak na de oorlog krijgsgevangen genomen en verhoord. Hij bekende aanvankelijk alleen lid te zijn geweest van de Waffen-SS. Volgens hem had hij als opdracht gekregen om als lid van de Germaansche SS het huis van Standartleiter Feldmeijer te bewaken. Later erkende hij echter toch deel te hebben genomen aan de Silbertanne-moorden, alsook deelname aan een razzia in Helden-Panningen, waarbij 60 inwoners waren opgepakt. Boere werd vervolgens vastgezet in een interneringskamp in of bij het Zuid-Limburgse dorp Valkenburg. Hij beweerde later dat hier 's nachts op de barakken was geschoten. In het kamp wist hij zelf een voor SS'ers typerende tatoeage met zijn bloedgroep te verwijderen van zijn arm. Elke dag werd hij met een busje naar de kolenmijn in het nabijgelegen Eygelshoven gebracht om er dwangarbeid te verrichten. Boere vreesde te worden veroordeeld tot een lange gevangenisstraf en nadat hij in 1947 was opgeroepen om te getuigen tegen Hanns Rauter, zon hij op een kans om te ontvluchten. Omdat hij vreesde te worden neergeschoten door een met geweer bewapende bewaker, durfde hij echter geen uitbraakpoging vanuit het kamp zelf te ondernemen. In juni 1947 greep hij daarop zijn kans, toen het busje dat hem moest terugbrengen van de mijn naar het kamp pech kreeg. Bij het vervangende exemplaar waren de bewakers vergeten om de deurkrukken te verwijderen. Nadat Boeres medegevangenen liedjes waren gaan zingen, ging hun bewaker bij de bestuurder zitten, waarop Boere zijn kans greep en uit de rijdende bus sprong.

### Terdoodveroordeling
In 1949 werd hij bij verstek ter dood veroordeeld wegens moord in dienst van de vijand, het verlenen van hulp aan de vijand en deelname in vreemde krijgsdienst. Later werd dit omgezet naar levenslang. Boere vluchtte in 1947 naar zijn tante, daar hij bang was om bij zijn moeder te worden ontdekt. Kort daarop vluchtte hij toch naar zijn moeder, waar hij zich gedurende vijf of zeven jaar (wisselende verklaringen) in een kast verstopte. Eenmaal (of tweemaal) kwam er Nederlandse politie aan de deur, maar deze ontdekte zijn schuilplaats niet. Vervolgens vluchtte hij naar zijn tante in zijn geboorteplaats Eschweiler, waar hij zich inschreef als inwoner (dat kon doordat hij er was geboren). Daarop ging hij in het nabijgelegen Alsdorf in de mijnbouw werken, totdat hij op 54-jarige leeftijd werd ontslagen in 1976 toen de mijnen sloten. De Nederlandse autoriteiten achterhaalden echter zijn woonplaats en in 1983 werd de Duitse autoriteiten om zijn uitlevering verzocht.

### Führererlass
Boere gaf zich daarop aan en verklaarde bij de rechtbank in Keulen dat hij niet wenste te worden uitgeleverd. Omdat hij onder bescherming van een Führererlass stond, een wet die Hitler tijdens de Tweede Wereldoorlog instelde (in 1943) waarmee buitenlanders in dienst van het Duitse leger automatisch de Duitse nationaliteit kregen, en aangezien Duitsland geen staatsburgers uitleverde, kon hij (en 13 andere nog in leven zijnde voortvluchtigen) ook niet worden uitgeleverd. De Duitse justitie stelde na aandringen van de Nederlandse regering zelf wel een onderzoek in naar Boeres activiteiten, maar oordeelde dat hij geen oorlogsmisdadiger was, omdat zijn slachtoffers zelf in de illegaliteit zaten. Later werd het Führererlass door Europese wetgeving echter nietig verklaard, waarop vervolging alsnog mogelijk werd.

### Opsporing door journalisten en bekentenis
In 2000 achterhaalden twee journalisten van de NPS, Rob van Olm en Jan Louter, zijn woonplaats en interviewden hem voor een uitvoerige documentaire, getiteld De Silbertanne-moorden, waarin ook kinderen van de slachtoffers aan het woord kwamen, zoals Teun de Groot en Gude de Jong, dochter van de schrijver A.M. de Jong, die het bekendste slachtoffer van de Aktion Silbertanne was. In dit interview bekende Boere de drie moorden waarvoor hij in Nederland al veroordeeld was. Tevens vertelde hij in te zien dat hij verkeerd had gedaan, en dat hij de moorden bij een priester opgebiecht had. De documentaire confronteerde Boere niet voor de camera met de nabestaanden, en ook de nabestaanden niet voor de camera met de bekentenis van Boere.

### Vervolging in Duitsland

#### Eerste pogingen tot berechting
In januari 2007 verklaarde de Duitse justitie dat Boere en nog drie in leven zijnde Nederlandse oorlogsmisdadigers, die nu in Duitsland woonden, definitief niet meer strafrechtelijk vervolgd zouden worden. Boere reageerde daarop in het AD (dat hem om een reactie had gevraagd) dat hij sinds 'de laatste jaren' berouw had van zijn daden. Hij zag de executies destijds als werk en voelde naar eigen zeggen 'niets' ('het was werk, bevel is bevel'), maar verklaarde ook dat hij als hij destijds niet had geschoten, hij zelf de volgende zou zijn geweest die zou zijn doodgeschoten. De vrijstelling van vervolging duurde echter slechts kort: op 23 februari verklaarde de rechtbank van Aken dat de opgelegde straf alsnog in Duitsland moest worden uitgezeten. In juli oordeelde het gerechtshof in Keulen echter weer dat hij wegens een vormfout vrijuit ging.
In april 2008 deed de Duitse officier van justitie Ullrich Maass een nieuwe poging om hem te veroordelen, door te verklaren dat de oud-SS'er alsnog voor het gerecht zou moeten verschijnen. Hij werd daarop eind 2008 voorgeleid voor de rechtbank van Aken, maar medici bepaalden vervolgens dat zijn gezondheid te zwak zou zijn voor een proces en in januari 2009 oordeelde de rechtbank vervolgens dat zijn vervolging definitief werd gestaakt.

#### Proces en veroordeling
Op 7 juli 2009 bepaalde het hof van beroep in Keulen echter weer dat Boere alsnog berecht zou mogen worden, hetgeen op 8 oktober bekrachtigd werd door het Duitse constitutionele hof in Karlsruhe. Op 2 november 2009 begon dan uiteindelijk het proces, zij het met enkele dagen vertraging, doordat Boeres advocaten beweerd hadden dat de aanklagers niet objectief zouden zijn. Op de zitting van 2 november poogden de advocaten van Boere vervolgens tevergeefs het proces stop te zetten omdat Boere niet tweemaal voor hetzelfde veroordeeld zou mogen worden. Na een korte stopzetting om Boere in de gelegenheid te stellen een gehoorapparaat aan te schaffen, werd het proces voortgezet op 23 november. Het OM liet oud-nazi Jacobus Petrus Besteman oproepen als enige overgebleven getuige van de moorden. Omdat deze eerder al had laten weten niet als getuige voor het gerecht te willen verschijnen, stelde het OM Besteman daarop in de mogelijkheid om te getuigen via een videoverbinding.
Tijdens zijn proces bleek in januari 2010 dat nabestaanden van zeven oorlogsslachtoffers ook aangifte tegen Boere hadden gedaan bij het Openbaar Ministerie in Dortmund. Zij beschuldigden hem ervan dat hij zich in de Tweede Wereldoorlog had voorgedaan als onderduiker en vervolgens de onderduikers en hun helpers had verraden. De SD had daarop in mei 1944 in Maastricht 52 mensen opgepakt, van wie er minstens zeven in concentratiekampen zouden omkomen. Uit documenten uit de Maastrichtse archieven bleek tijdens de rechtszaak dat Boere toen in het geheim lid was geweest van de Landwacht (iets wat hij eerder tijdens de rechtszaak had ontkend) en als zodanig had geïnfiltreerd als 'onderduiker'.
Op 24 maart 2010 veroordeelde de rechtbank Boere opnieuw tot levenslang. Zijn verdediging kondigde daarop hoger beroep aan, hetgeen op 21 december 2010 werd afgewezen.
Begin september 2011 werd bekend dat Boere toch gezond genoeg was om zijn straf uit te zitten in een Duitse gevangenis.
Op 14 december 2011 begon zijn levenslange gevangenisstraf en werd hij overgebracht naar gevangenishospitaal in Noordrijn-Westfalen.
Op 19 februari 2012 maakte de actualiteitenrubriek EenVandaag (AVRO-TROS) bekend dat verslaggever Jelle Visser en redacteur Jan Ponsen door het Duitse Openbaar Ministerie zouden worden aangeklaagd wegens het schenden van 'de vertrouwelijkheid van het woord', een delict waar in Duitsland maximaal drie jaar gevangenisstraf op staat. Het tweetal had in september 2009 met een verborgen camera opnamen gemaakt in het bejaardentehuis waar Boere verbleef in het Duitse Eschweiler. Boere had vervolgens aangifte gedaan, waarop het OM besloot de Nederlandse journalisten strafrechtelijk te vervolgen.
Ponsen en Visser vernamen in 2009 uit de Duitse media dat het Duitse OM overwoog om Boere te vervolgen. Voor de families van de nabestaanden (Bicknese en De Groot) bleek 'de zaak Boere' een 'open wond'. Boere reageerde niet op hun brieven en wilde geen contact. Ook interviewverzoeken van EenVandaag wuifde hij weg. Toen Boeres advocaat zonder opgaaf van reden een afspraak met EenVandaag had afgezegd (en geen nieuwe had willen maken), bezochten de journalisten Boere in het bejaardentehuis in Duitsland, met een verborgen camera.
Al in 2010 sleepte Boere de Nederlandse journalisten voor de Raad voor de Journalistiek, maar die oordeelde dat Ponsen en Visser niet ontoelaatbaar hadden gehandeld. De ophef in binnen- en buitenland over de vervolging van de Nederlandse journalisten was groot. Nazi-jager Efraim Zuroff van het Simon Wiesenthal Center in Jeruzalem nam het voor de journalisten op, net zoals de Duitse onderzoeksjournalist Günter Wallraff (bekend van undercoverreportages zoals Ganz unten, als Ik (Ali) in het Nederlands vertaald). Hij noemde de strafrechtelijke vervolging “schandalig”. Ook de Nederlandse Vereniging voor Journalisten (NVJ), het Persvrijheidsfonds en de Duitse journalistenvakbond (DJV) steunden de journalisten.
Op 9 februari 2012 verschenen Visser en Ponsen voor de rechtbank in het Duitse Eschweiler, waar de rechter hen vrijsprak. Volgens de Duitse rechter waren het 'maatschappelijk en journalistiek belang' groot in deze zaak.
Eind 2013 overleed Boere op 92-jarige leeftijd in een gevangenisziekenhuis in Fröndenberg.